# Дутовское сельское поселение (Орловская область)
Ду́товское се́льское поселе́ние — муниципальное образование в Ливенском районе Орловской области России.
Создано в 2004 году в границах одноимённого сельсовета. Административный центр — деревня Семенихино.

## География
Расположено на северо-востоке от города Ливны.
Общий наклон местности с севера на юг колеблется от 239 до 210 метров над уровнем моря.
Протяжённость с юга на север составляет 15 км, с востока на запад 12 км. 

Общая площадь составляет 10232,7 га.
Сельское поселение расположено в северо-западной части Ливенского района в бассейне реки Ливенка Лесная. На западе и северо-западе граничит с Верховским районом, а на северо-востоке — с Краснозоренским. На востоке с Лютовским сельским поселением и на юге — со Здоровецким.
Водные ресурсы состоят из реки Лесной Ливенки, протяженностью 7 км и прудов в сёлах Дутое и Парахино, в деревне Семенихино.

## Население
| 2010  | 2012  | 2013  | 2014  | 2015  | 2016  | 2017  |
| ----- | ----- | ----- | ----- | ----- | ----- | ----- |
| 1268  | ↘1249 | ↘1222 | ↘1192 | ↘1170 | ↘1139 | ↘1102 |
| 2018  | 2019  | 2020  | 2021  | 2023  |       |       |
| ↘1095 | ↘1063 | ↘1045 | ↘1023 | ↘1020 |       |       |

## Населённые пункты
В состав сельского поселения (сельсовета) входят 11 населённых пунктов:206-208:
| №  | Населённый пункт | Тип     | Население (чел.) |
| -- | ---------------- | ------- | ---------------- |
| 1  | Головище         | деревня | 12               |
| 2  | Губаново         | деревня | 70               |
| 3  | Дутое            | село    | 57               |
| 4  | Костомарово      | деревня | 58               |
| 5  | Лопашино         | деревня | 47               |
| 6  | Мальцево         | деревня | ↘104             |
| 7  | Овсянниково      | деревня | 49               |
| 8  | Орлово           | деревня | ↘327             |
| 9  | Парахино         | село    | ↘86              |
| 10 | Рог              | деревня | ↘102             |
| 11 | Семенихино       | деревня | ↗356             |

## История, культура и достопримечательности
Населённые пункты сельского поселения — село Дутое, деревня Лопашино, село Парахино и деревня Рог
упоминаются в писцовых книгах с XVII века. Остальные относятся к XVIII — XIX векам:206-208.
Местность сохранили остатки небольших лесных рощ. Это следы древнего Красного леса.
На территории сельского поселения имеется два братских захоронений Второй мировой войны (д. Семенихино, д. Орлово). Установлена стела с именами погибших (д. Семенихино):206-208.

## Экономика
Имеется три хозяйствующих субъекта. Это: СП «Семенихино» ОАО Агрофирмы «Ливенское мясо», ЗАО «Орловское», ООО «Космаковка». Все они занимаются сельским хозяйством.

## Инфраструктура
На территории сельского поселения находятся 2 общеобразовательных школы, 2 детских сада, 2 ФАПа, 4 магазина, 2 Сельских Дома Культуры, 1 столовая, 2 отделений связи.

## Транспорт и связь
Населенные пункты поселения связаны между собой и районным центром шоссейными дорогами. В качестве общественного транспорта действует автобусное сообщение с Ливнами и маршрутное такси.
В Дутовском сельском поселении работают 4 сотовых оператора Орловской области:
- МТС
- Билайн, компания Вымпел-Регион
- Мегафон, компания ЗАО Соник дуо
- TELE2

## Администрация
Администрация сельского поселения находится в деревне Семенихино, ул. Школьная, 1а

Её главой является — Зубанов Александр Николаевич.